# Панула, Эйно Вильями
Эйно Вильями Юханпойка Панула (фин. Eino Viljami Juhonpoika Panula; 10 марта 1911 — 15 апреля 1912) — маленький финский мальчик, который погиб во время катастрофы лайнера «Титаник». С 2002 по 2007 года он считался «Неизвестным ребёнком», которого захоронили на кладбище Фейрвей в Галифаксе.

## Ранняя жизнь
Эйно Вильями Панула родился 10 марта 1911 года. Родители — финский фермер Юха Юханпойка Панула и его жена Майя Эмелья Абрахаминтутар Ойяла Кетола (род. 1 декабря 1870). Родители поженились 14 февраля 1892 года и родили восемь детей. Их перевенец, Юхо Еймели Юханпойка Панула,  родился 23 октября 1892 года в Каухаярви, но спустя ровно два месяца 23 декабря скончался. После этого в 1893 Панулы переехали в США и осели в Мичигане, где Майя поменяла своё имя на Мария Эмилия Панула. Здесь же у них родилось три ребёнка: два сына — Эрнести Арвид Юханпойка Панула (род. 18 мая 1895) и Яаакко Арнолд Юханпойка Панула (род. 8 февраля 1897), — и дочь Эмма Иита Юхонтутар Панула (род. 24 февраля 1901). 
В 1901 году Панулы вернулись в Западную Финляндию и поселились в Илихэрма, где у них родилось ещё три ребёнка: дочь Люютия Юхонтутар Панула, родившаяся 17 июня 1902 года, но умершая в декабре того же года, и два сына — Юха Ниил Юханпойка Панула (род. 1 сентября 1904) и Урхо Аапрахами Юханпойка Панула (род. 25 апреля 1909). 8 апреля 1910 года 9-летняя Эмма Иита утонула в Хаапаярви.

## «Титаник»
Панулы решили эмигрировать в Штаты и в феврале 1912 года Мария продала их ферму своему шурину за 6 500 финляндских марок, из которых 400 взяла с собой. В Америке Панулы собирались поселиться в Коал-Центре в Питтсбурге в штате Пенсильвания, где к тому моменту уже жил их отец. На «Титаник» все шестеро взошли в качестве пассажиров 3-го класса. Вместе с ними поехала их соседка 22-летняя Сусанна Юхантутар Риихивуори, которая, вероятно, собиралась в Америке работать у них горничной. Эрнести и Яаакко, поскольку одному было уже 16, а другому — 15, были направлены в носовые каюты корабля, а Мария и три младших сына с Сусанной расположились в каюте на корме, где их спутницей стала 18-летняя Анна София Турья, которую муж её сводной сестры пригласил к себе на работу в Аштабула в Огайо.  
Ночью 14 апреля, как потом рассказывала Анна Турья, она проснулась от удара и решила, что в двигателях какие-то неполадки. Она стала медленно одеваться. Турья спаслась и позже вспоминала, как один из старших мальчиков Панула прибежал к ним в каюту и потребовал, чтобы они тепло оделись и надели спасательные жилеты, сообщив: «Поднимайтесь или скоро вы окажетесь на дне океана». Анне не было страшно, но Марию, одевавшую сонных детей, охватила паника. «Мы никогда не выберемся отсюда. Неужели мы все утонем?» — спрашивала она. Как и большинство пассажиров 3-го класса Турья, Панулы и Риихивуори столкнулись с тем, что не знали английского языка и не понимали указаний стюардов, а также с тем, что стюарды перегородили для них решётками все выходы на верхнюю палубу, но, по словам Анны, по чистой случайности им удалось вылезти наверх. Там Анна отделилась от них в царящей суматохе на некоторое время, но позже столкнулась с Марией. Как она вспоминала, Мария потеряла одного из сыновей и теперь была в панике, постоянно вспоминая, что её дочь Эмма утонула и вопрошая, неужели они теперь все тоже должны утонуть. Больше Турья их не видела, она сумела спастись, предположительно, на шлюпке № 13. 
Целую неделю, надеясь на чудо, Юха Панула ждал подтверждения того, что не вся его семья погибла, и лишь 21 апреля все его надежды рассеялись, когда ему сообщили, что его жена и пятеро детей числятся пропавшими без вести. Тела Марии, её пятерых сыновей и Сусанны если и были найдены, то остались неопознанными. Фонд «Mansion House» выплатил ему и матери Марии Сусанне Тааверттинтутар Норркиилнен по 50£. Всего в качестве компенсации за семью Юха получил 2527.07 финских марок, которые он разделил с Сусанной, хотя пытался доказать, что все билеты на «Титаник» оплатил он, а не она. Позже он несколько раз навещал Анну Турья, которая не стала работать на своего зятя, но удачно вышла замуж и родила семерых детей. Она умерла 20 декабря 1982 года в возрасте 89 лет.

## Идентификация
17 апреля 1912 года судно «Маккей-Беннет», посланное специально для этих целей, подняло из воды тело светловолосого малыша, которого не смогли идентифицировать и он был похоронен, как «Неизвестный ребёнок» на кладбище Фейрвей в Галифаксе.  
Американская служба PBS в рубрике «Секреты Мёртвых» в 2001 попыталась связать «Неизвестного ребёнка» с Эйно Панула, основываясь на данных ДНК 68-летней Магды Шлейфер из Хельсинки, чья бабушка была сестрой Марии Эмилии Панулы. Когда могилу вскрыли, обнаружилось, что пригодными для анализа ДНК останками остались лишь одна маленькая 6-сантиметровая кость запястья и три зуба. Однако канадские исследователи из университета Лэйкхид в Тандер-Бей 1 августа 2007 года объявили, что ДНК останков зубов ребёнка не совпадает с ДНК семьи Панула (чуть позже «Неизвестный ребёнок» был идентифицирован, как 19-месячный англичанин Сидней Лесли Гудвин, вся семья которого тоже погибла в катастрофе). Таким образом, все шестеро Панула, скорее всего, утонули.